# Líšno (zámek)
Líšno je zámek ve stejnojmenné vesnici u Bystřice v okrese Benešov ve Středočeském kraji. Předchůdcem zámku byl gotický hrad založený Benešem z Dubé ve druhé polovině 14. století. V roce 1536 byl hrad přestaven na renesanční zámek. Dochovaná podoba je výsledkem novogotické přestavby realizované v letech 1873–1884 Čeňkem Daňkem. Zámek je chráněn jako kulturní památka.

## Historie

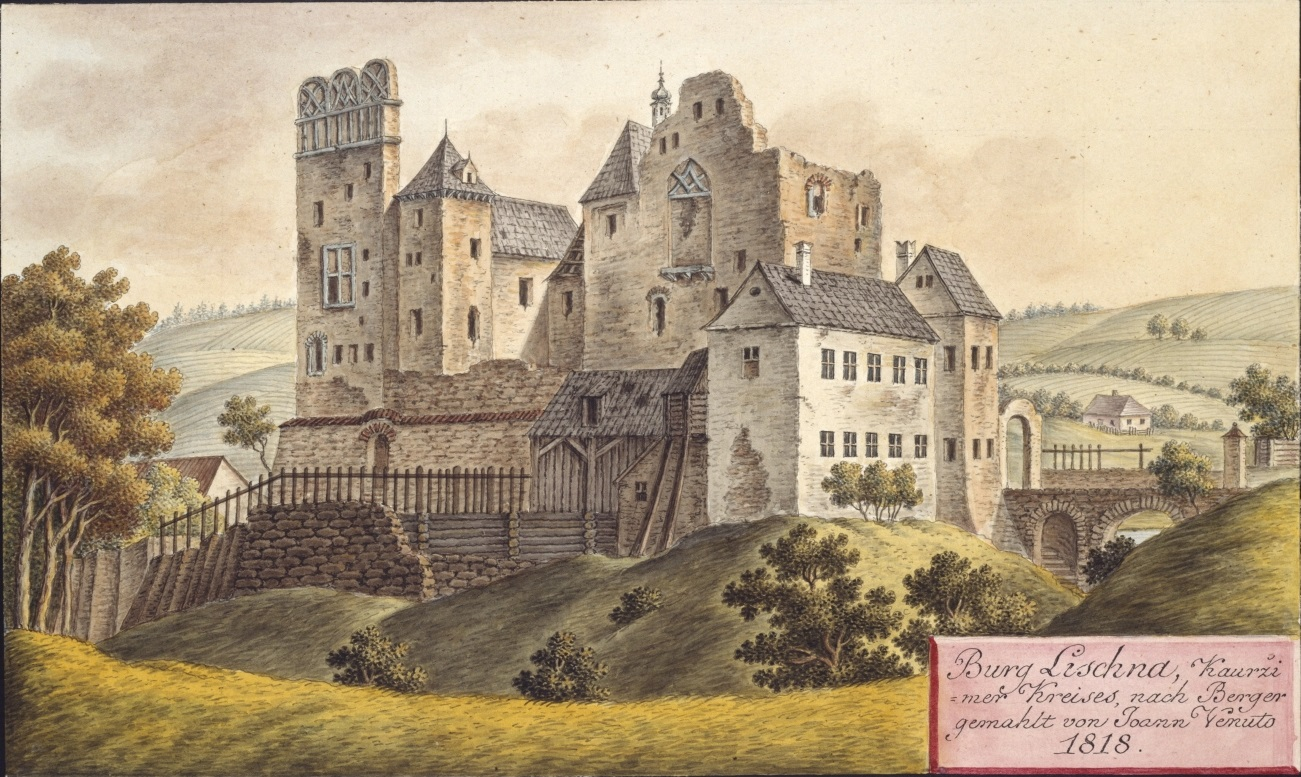
Hrad Líšno, kresba Johanna Venuta z roku 1818

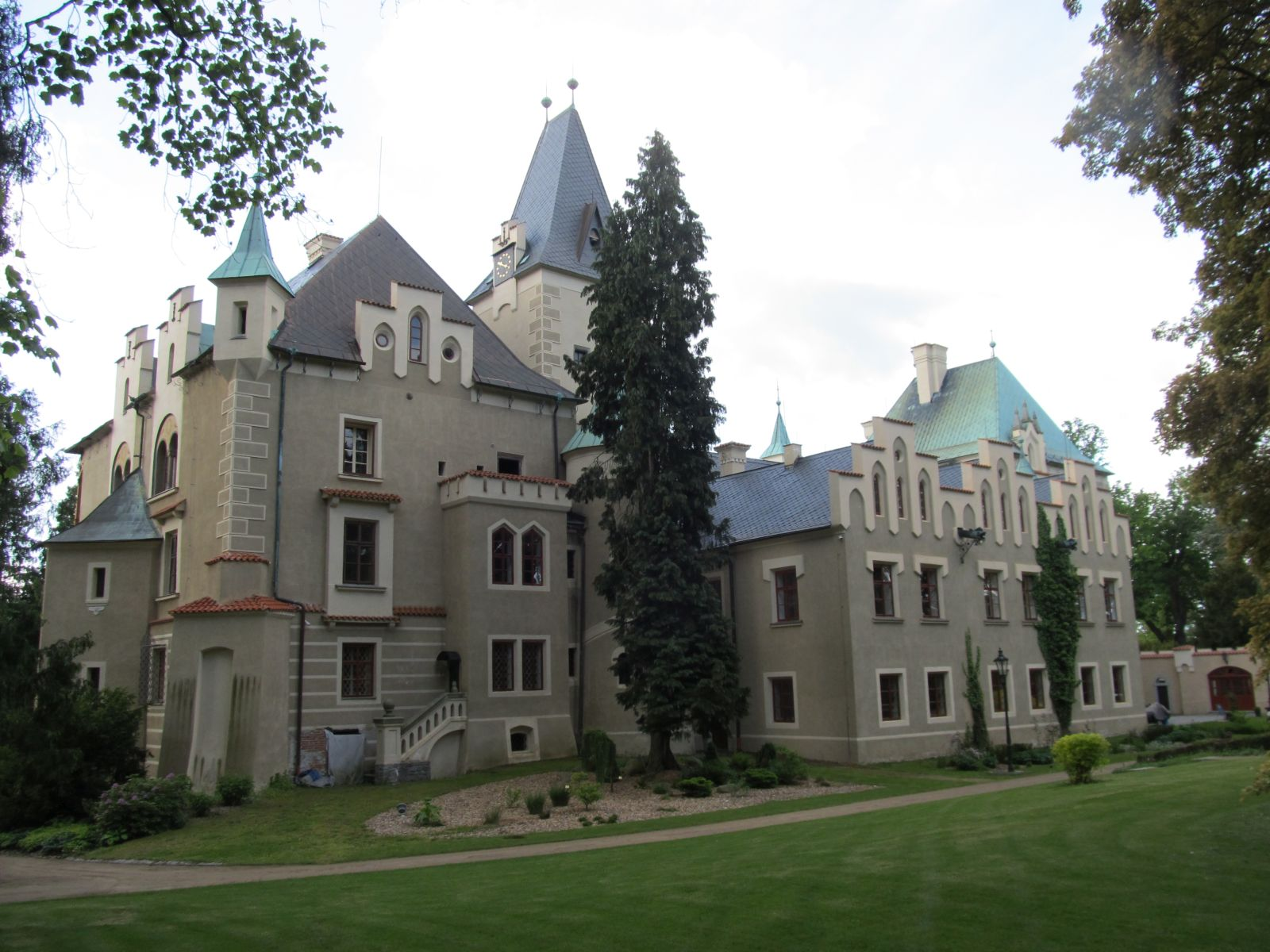
zámek po rekonstrukci

Hrad, původně pojmenovaný Leštno, založil asi v roce 1367 Beneš z Dubé, syn Ondřeje z Dubé. Jeho syn, Václav z Dubé, zpočátku vystupoval proti husitům. Proto byl hrad v roce 1420 obléhán husitským vojskem. Když husité po dosaženém příměří odtáhli, držel Václav hrad až do roku 1424. Poté, až do roku 1443, tu sídlil Jan Sádlo ze Smilkova. V polovině 15. století získal hrad Zdeněk Konopišťský ze Šternberka († 1476), stoupenec Jiřího z Poděbrad. Zdeněk pomáhal Jiřímu proti Strakonické jednotě a roku 1450 dobyl se svými vojsky hrad Kostelec (dnes Zbořený Kostelec). Zdeněk v roce 1465 krále Jiřího zradil. Proto v roce 1467 královské vojsko oblehlo všechny Zdeňkovy hrady – Líšno, Konopiště a Český Šternberk. Líšno bylo dobyto a Jiří z Poděbrad ustanovil novým pánem jednoho ze svých synů, Hynka z Münsterberka.
V roce 1478 nový panovník Vladislav Jagellonský předal hrad Petrovi II. Holickému ze Šternberka († 1514). Ten začal s opravami hradu. Po jeho smrti v roce 1514 opravy dokončil až jeho syn Jan. Po roce 1589 pak převzala panství Dorota, dcera Otakara ze Šternberka. Hrad byl stále v držení rodu Šternberků. Když Dorota roku 1633 zemřela, majetek zdědily její děti z předchozích manželství, dva synové a dvě dcery. Jedna z dcer, Anna Albertina, se se svými sourozenci o tento majetek začala soudit. Soudní spor vyhrála a tak Lišno získala její dcera z prvního manželství Dorota z Illova. Za třicetileté války hrad velmi zpustl.
Při dělení panství v roce 1667 hrad získal syn Anny Albertiny z třetího manželství, Petr Vilém z Říčan. Jeho syn Karel Šebestián ale Líšno roku 1712 prodal Marii Renatě ze Satzenhofenu, ta roku 1744 Lucii z Kokořova a ta pak roku 1781 prodala neudržovaný hrad s panstvím klášteru servitů v Praze u sv. Michala. V roce 1785 byl klášter servitů zrušen a hrad připadl náboženskému fondu. Vystřídali se další dva majitelé a hrad dále chátral, až ho v roce 1872 ho koupil pražský průmyslník Čeněk Daněk. Ten v letech 1873–1884 nechal hrad od základů přestavět na přepychový zámek v romantickém stylu a kolem něho vybudovat honosný park.
Jeho vnuk Oskar Danek von Esse za druhé světové války přijal německé občanství a kolaboroval s nacisty. Po válce přišel o veškerý majetek a zámek přešel do vlastnictví státu. V roce 1945 zde byla zřízena ústřední škola Československého červeného kříže. Československý červený kříž a později  Český červený kříž provozoval zámek asi do roku 2000; pro špatný stav byl pak uzavřen a od roku 2011 nabízen k prodeji, ale zámecký park zůstal volně přístupný. Od roku 2015 je zámek i park v soukromém vlastnictví a je možné si jej pronajmout ke konání firemních či společenských událostí.

## Stavební podoba

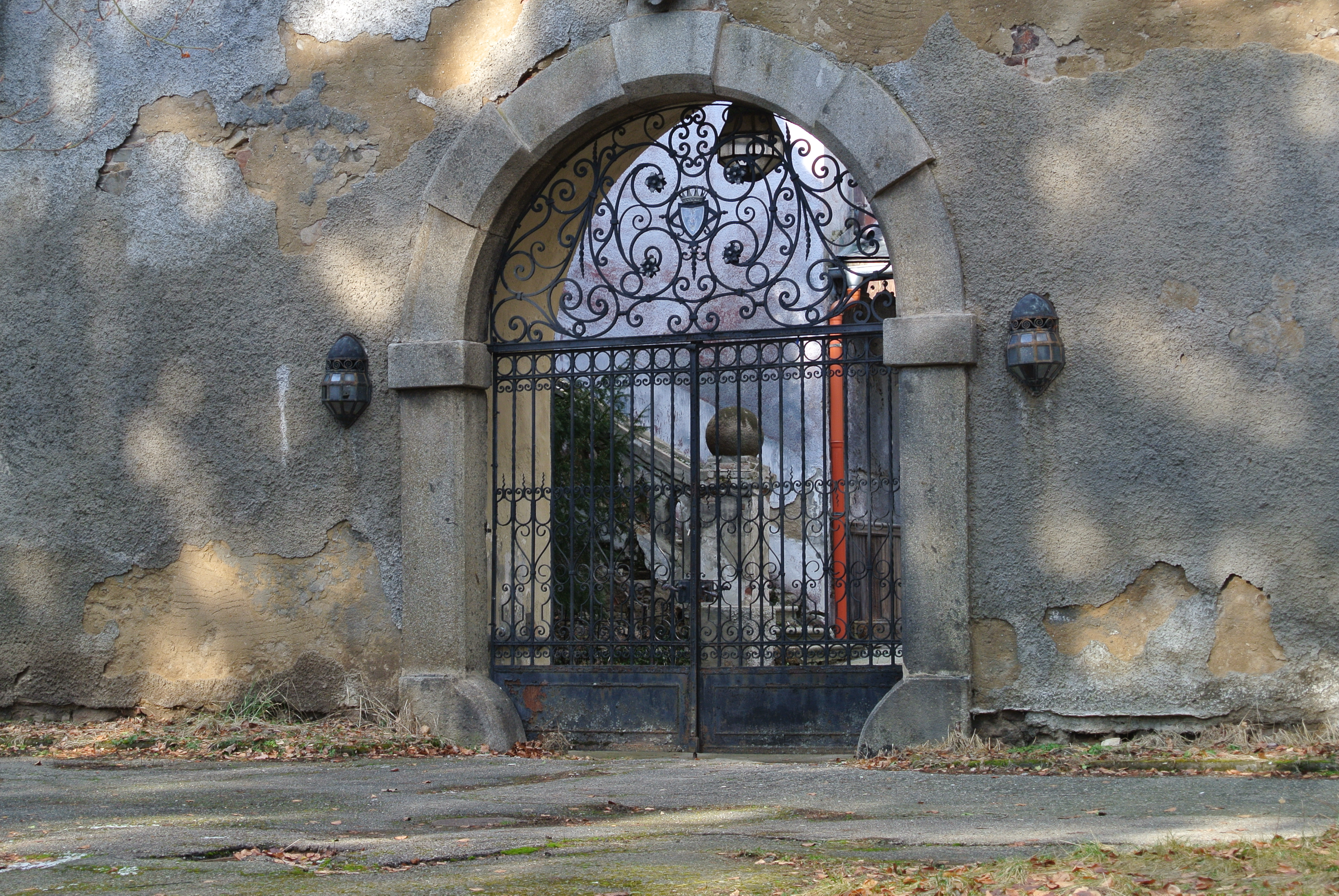
Vstupní brána na nádvoří

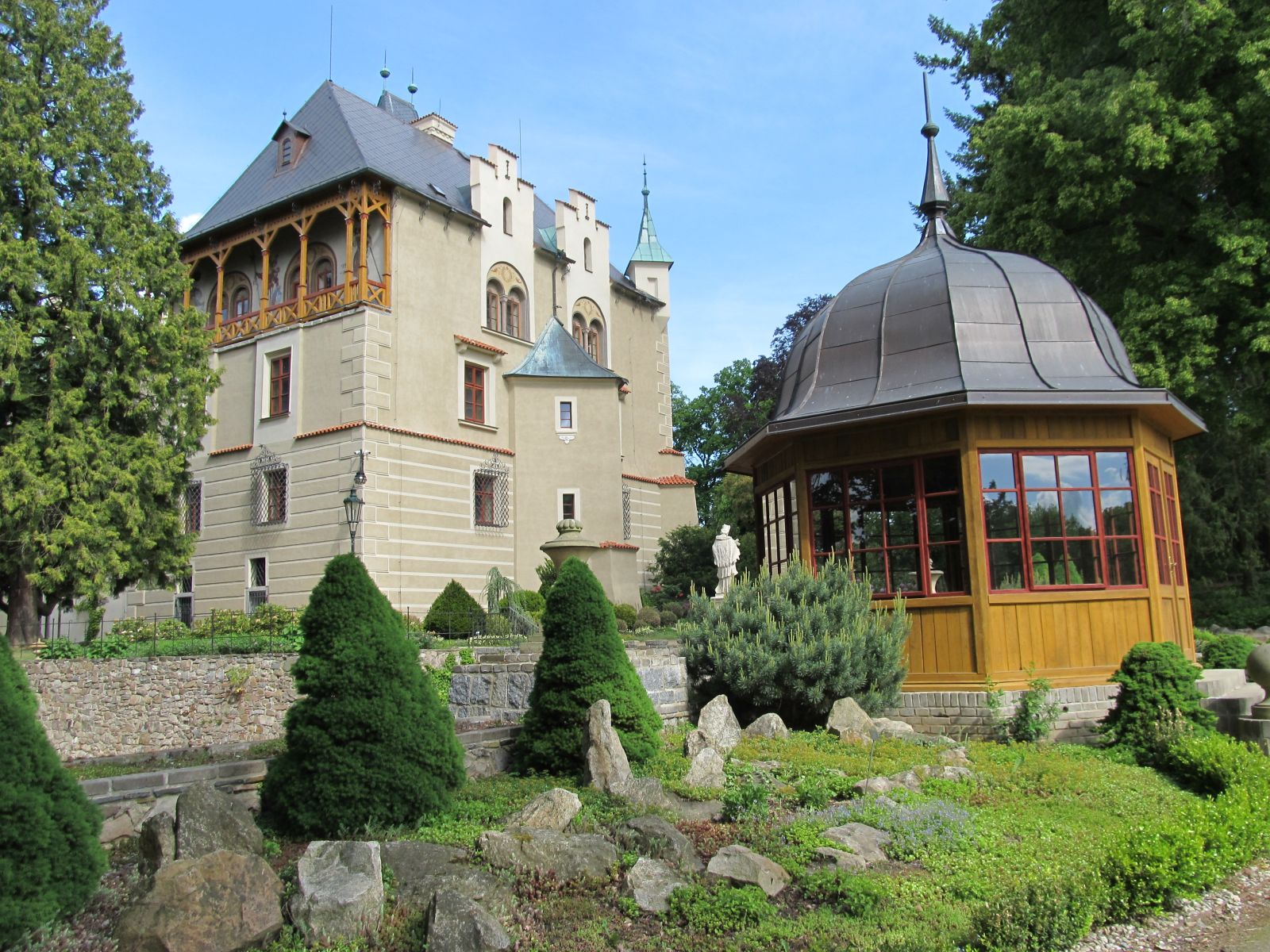
pohled ze zahrady

Středověký hrad měl dvoupalácovou dispozici. Jeho obdélná jádro na kratších stranách tvořily paláce, mezi nimiž se nacházelo nádvoří uzavřené hradbami. V jedné z nich se dochoval pozdně gotický sedlový portál brány, nad kterým je umístěn erb rodu Šternberků. Jádro obklopoval parkán, v němž stály hospodářské budovy, a vyzděný příkop. Při pozdně gotické přestavbě bylo opevnění hradu rozšířeno o zemní bašty, z nichž většina zanikla při pozdějších parkových úpravách.
V dochované podobě je zámek trojkřídlá dvoupatrová budova, která obklopuje dvůr uzavřený zdí s bránou. Po její pravé straně se nachází zazděný portál pozdně gotické brány a na druhé straně je půlkruhový portálek. Boční křídla jsou v horní části ukončena novorenesančním stoupavým obloučkovým štítem. Střední trakt má v přízemí arkádovou chodbu sklenutou třemi poli plackové klenby. Chodba se do dvora otevírá třemi oblouky na pilířích. Ze středního křídla vystupuje rizalit, ke kterému po obou vnějších stranách přiléhají tubusy točitých schodišť. V severozápadním nároží východního křídla stojí hranolová věž.
V podobě zámku se projevuje gotické a renesanční tvarosloví. Gotický charakter mají stupňovité štíty, arkýře, nárožní věžičky nebo cimbuří, ale chybí slohová čistota a gotické prvky se eklekticky mísí s renesančními (např. členité obloučkové štíty).

## Ve filmu
Zámek Líšno se objevil ve druhém dílu (Vyznavači ohně) seriálu 30 případů majora Zemana (1974, režie: Jiří Sequens) a ve filmu V podstatě jsme normální (Komedie, 1981, režie: Otakar Fuka, scénář: Jiří Just a Otakar Fuka) a v pohádkové komedii Zdeňka Trošky Strašidla.